# Долле (Оре)
Долле (нем. Dolle) — коммуна в Германии, в земле Саксония-Анхальт.
Входит в состав района Оре. Подчиняется управлению Эльбе-Хайде. Население составляет 571 человек (на 31 декабря 2006 года). Занимает площадь 50,17 км². Официальный код — 15 3 62 027.